# Colobothea rincona
Colobothea rincona là một loài bọ cánh cứng trong họ Cerambycidae.